# エンドルフィン (レコードレーベル)
エンドルフィンは、かつてビクター音楽産業（現ビクターエンタテインメント）が擁したレコードレーベルである。2023年現在、新規リリースは無く、レーベルとしての活動は停止している。

## 所属したアーティスト
五十音順
- GULT DEP
- Cutemen（Picorin、CMJK）
- サブリミナル・カーム（いとうせいこう、藤原ヒロシ）
- TANGOS（OTO、南流石、角田敦、渡辺貴浩）
- nice music
- POiSON GiRL FRiEND
- LuvMasterX（Dub Master X、藤原ヒロシ）